# Malaknúkur

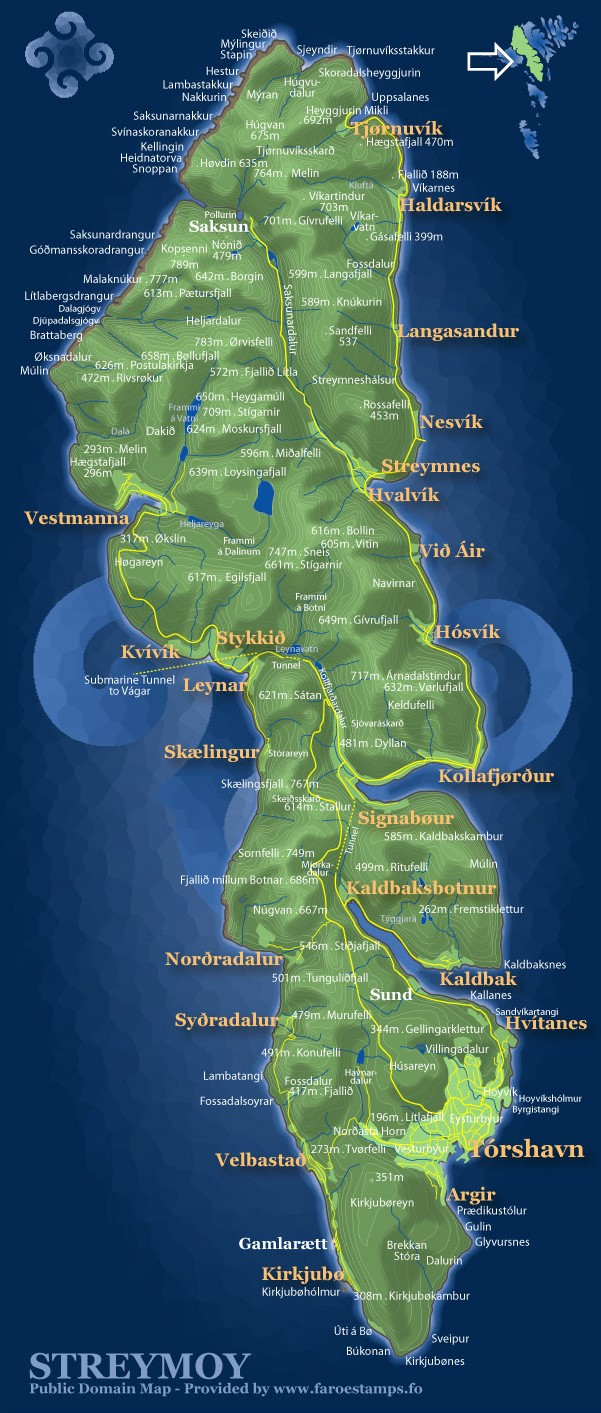
Karta över Streymoy med Malaknúkur utmärkt

Malaknúkur är ett berg på ön Streymoy som är huvudön i ögruppen Färöarna. Bergets högsta topp är 777 meter över havet, vilket gör toppen till den tredje högsta på Streymoy. Liksom de andra höga bergen på Streymoy är Malaknúkur beläget på den mycket kuperade nordvästra delen av ön.